# Gårdfarihandlaren
Gårdfarihandlaren, utgiven 1953, är den andra delen i Ivar Lo-Johanssons självbiografiska svit från 1951–1960.
Med varm och självironisk humor berättar författaren här hur han i tonåren gav sig av som gårdfarihandlare på en cykelresa från Sörmland till Norrland och skildrar hur huvudpersonens romantiska drömmar om luffarlivet möter en handfast verklighet.